# Westwerftleistungsabzeichen
Das Westwerftleistungsabzeichen war ein Leistungsabzeichen der Werftarbeiter der U-Boot-Werftanlagen La Pallice, Brest, Saint-Nazaire und Lorient der deutschen Kriegsmarine, welches im August 1944 vom Vizeadmiral und Werftleiter Walter Matthiae gestiftet und ab diesem Zeitpunkt verliehen wurde. Der Entwurf des Abzeichens geht dabei auf den Marinebaurat Fritz Fehrenberg zurück, der jedoch bis dato nicht eindeutig als Schöpfer bestimmt werden kann. Die Verleihung des Abzeichens, erfolgte für Instandsetzungs- und Reparaturarbeiten an U-Booten sowie für Verbesserungen an U-Bootmaschinen und -technik. Das 32 mm hohe und 16,2 mm breite Leistungsabzeichen ist silbern und zeigt unterhalb des Hoheitsabzeichens der Kriegsmarine ein offenes Zahnrad, durch dessen Öffnung ein stilisiertes, linksgerichtetes U-Boot zu sehen ist. Die Rückseite ist glatt und zeigt eine am Hoheitsabzeichen angelötete Nadel, die am Revers des Beliehenen angebracht wurde.